# Hydnum
Гіднум (Hydnum) — рід грибів родини Hydnaceae. Назва вперше опублікована 1753 року.
В Україні зустрічається Їжовик жовтий (Hydnum repandum).

## Галерея

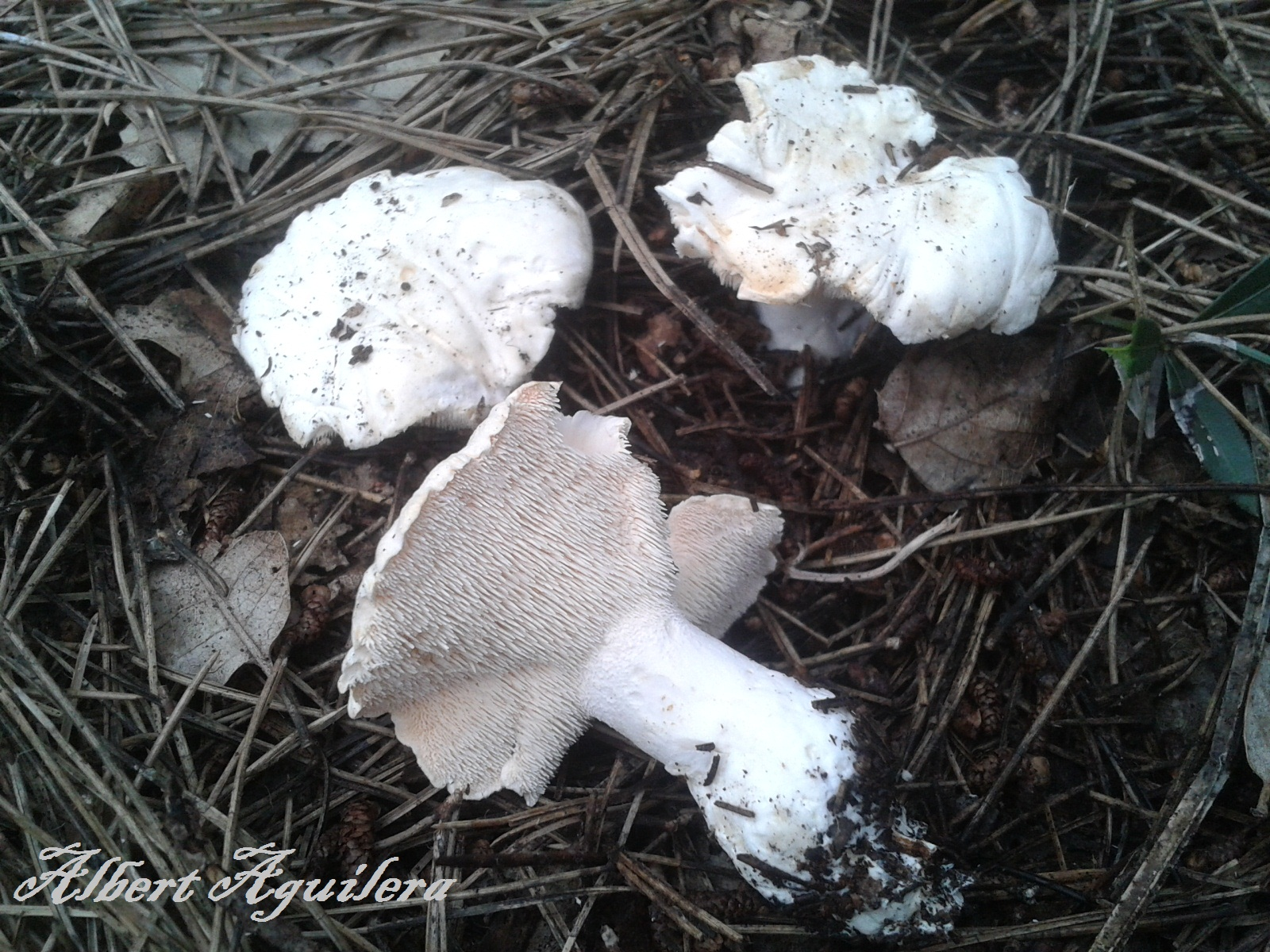
Hydnum albinum
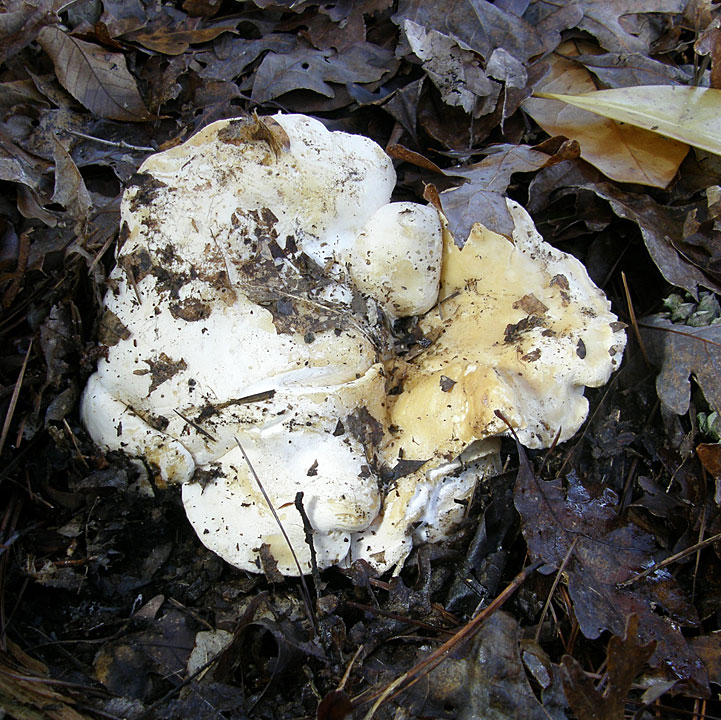
Hydnum albomagnum
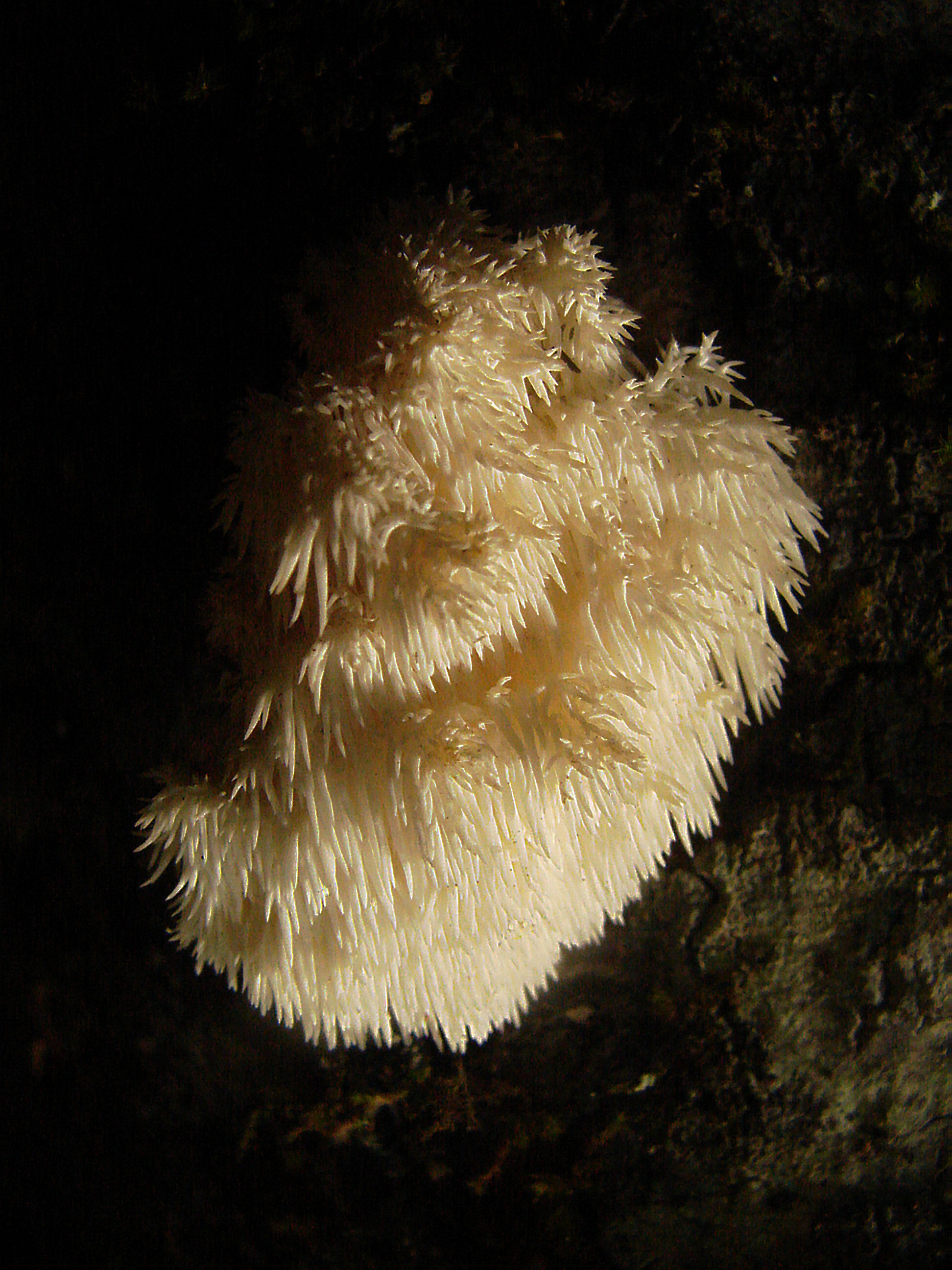
Hydnum coralloides
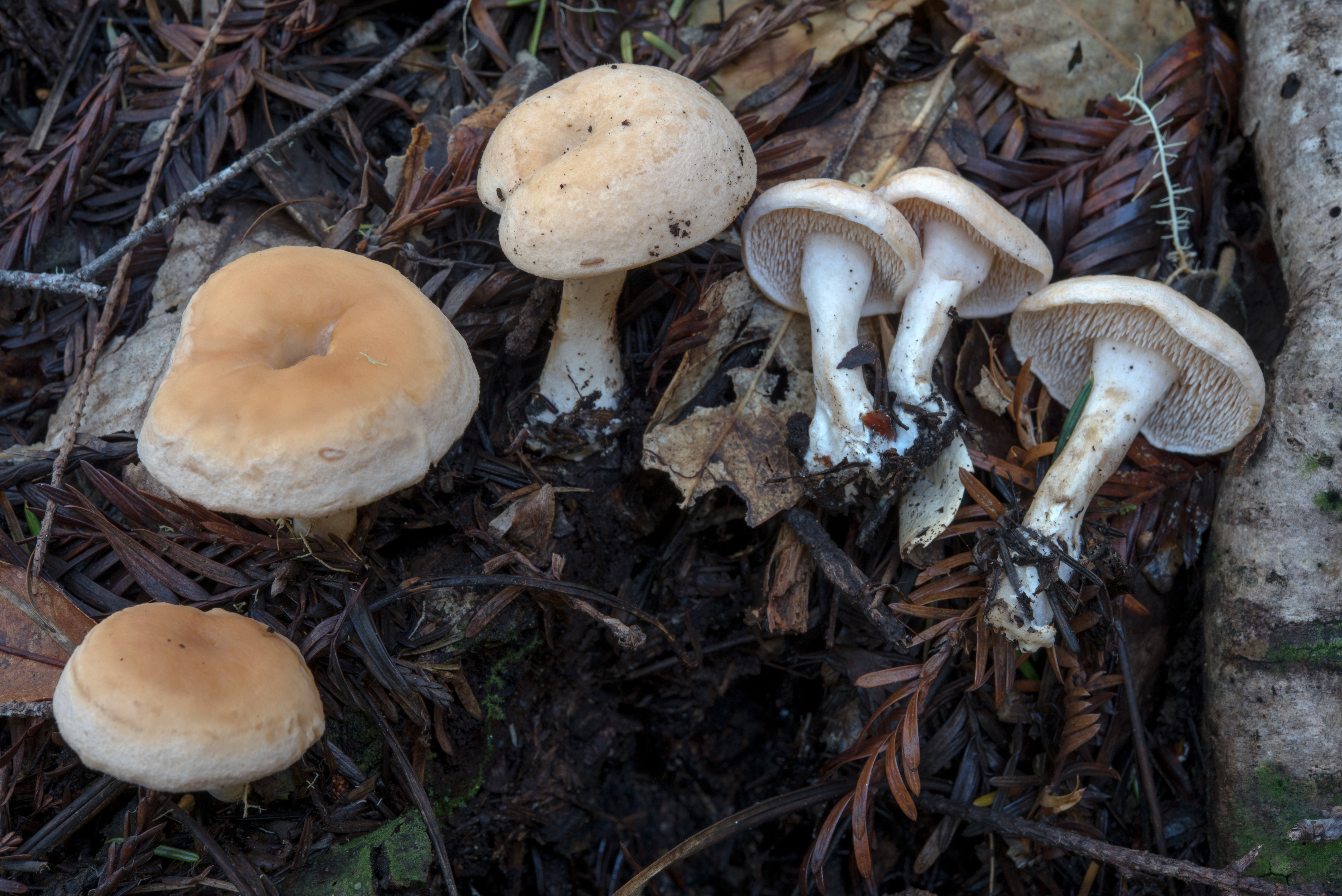
Hydnum oregonense
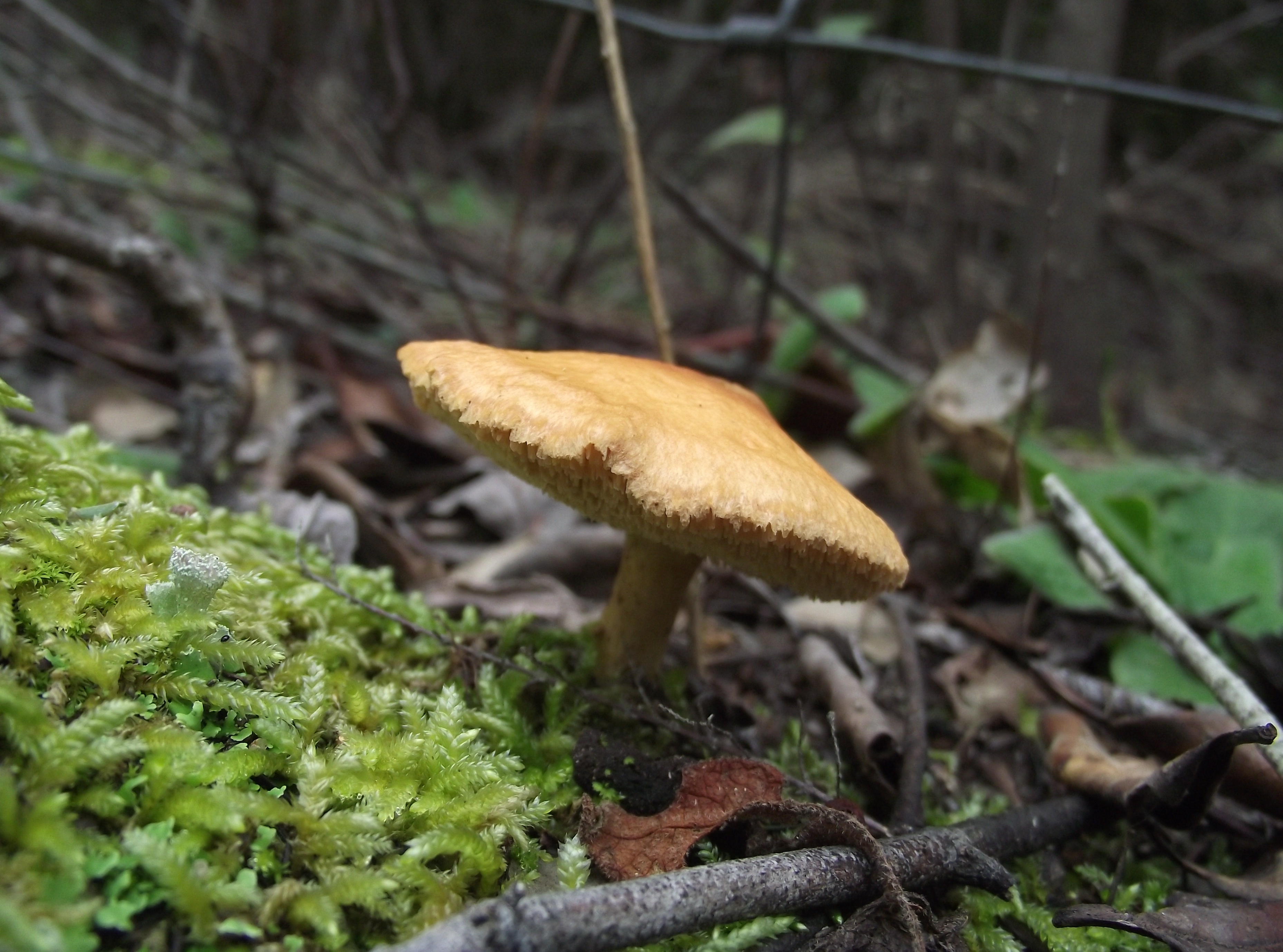
Hydnum ovoideisporum
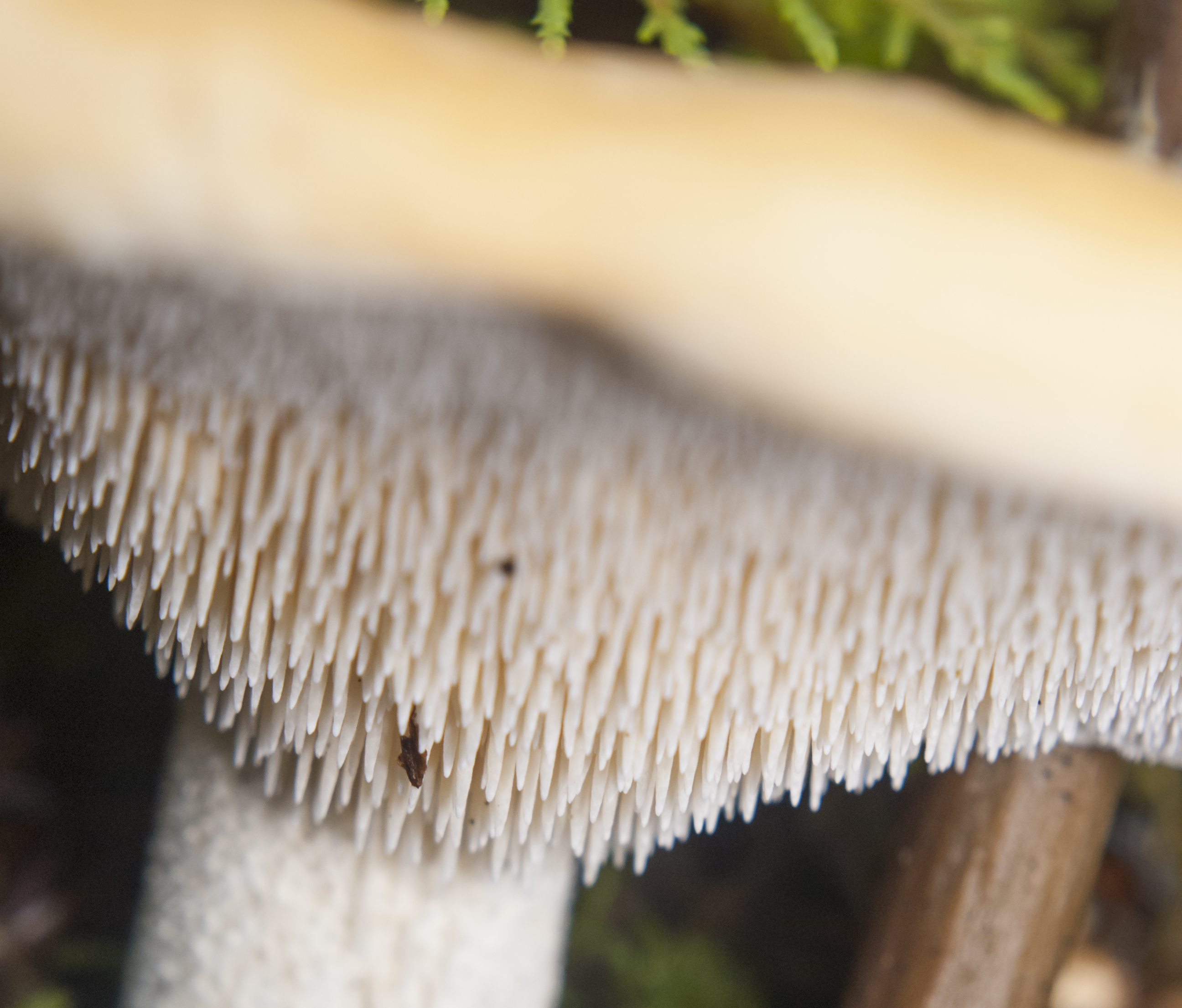
Hydnum repandum
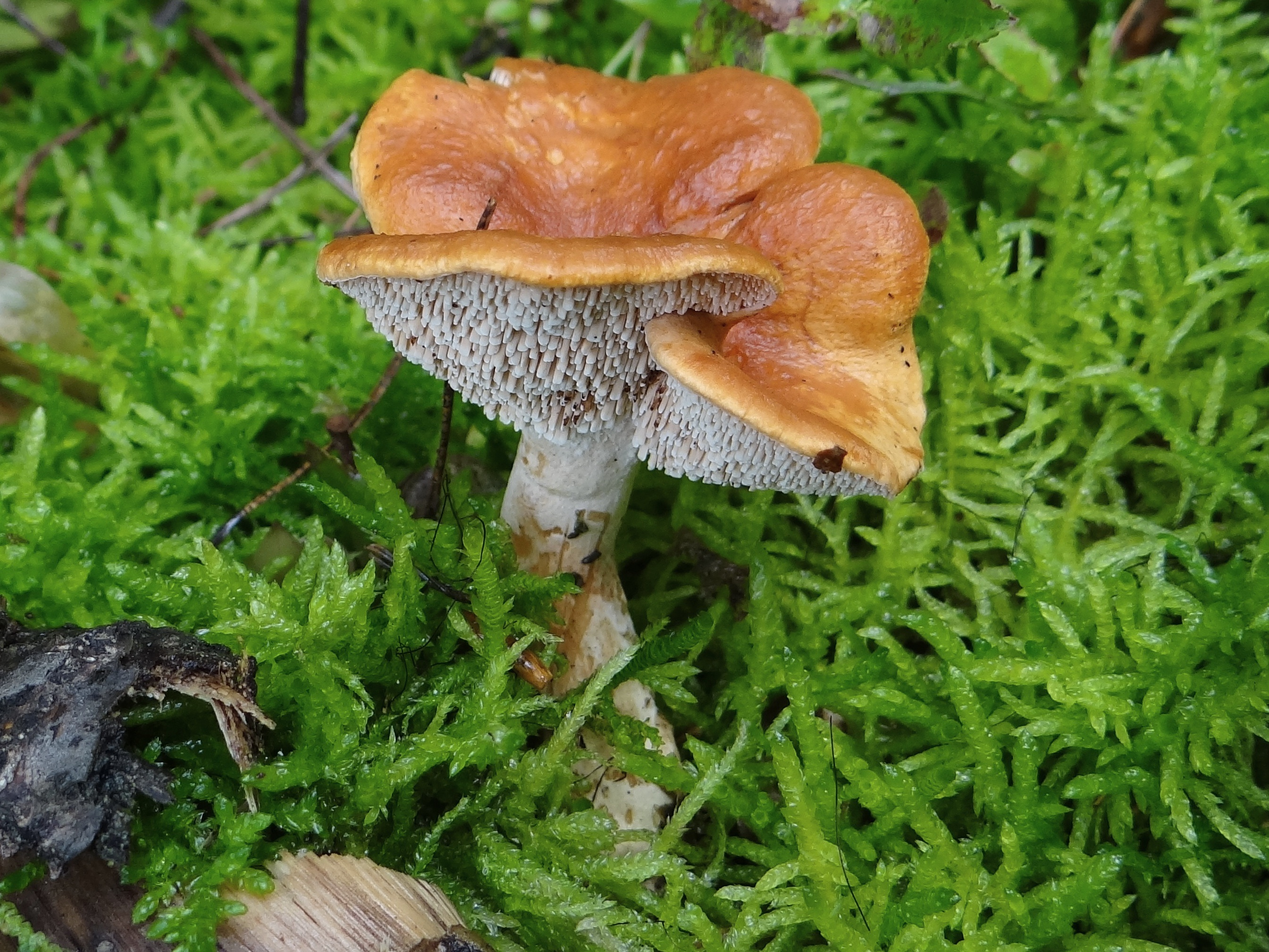
Hydnum rufescens
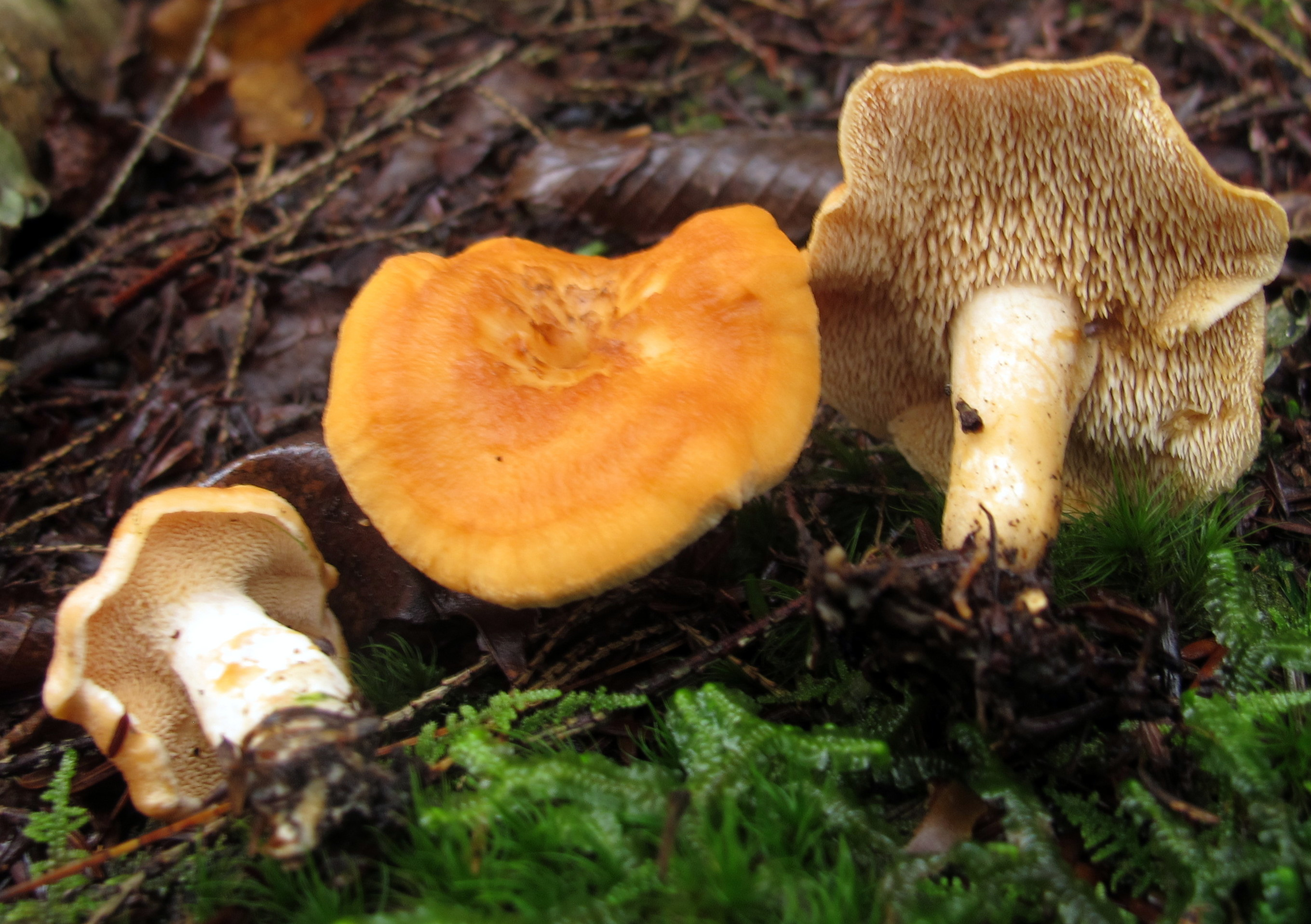
Hydnum umbilicatum